# Големи Антили
Големи Антили е архипелаг в Карибско море състоящ се от островите Куба, Ямайка, Испаньола (на който са разположени държавите Хаити и Доминиканска република) и Пуерто Рико. Архипелагът заема площ от 207 435 кв. км. Най-големият остров е Куба.

## Природа
Остров Испаньола, Ямайка и Пуерто Рико са с планински релеф, докато Куба е предимно равнинна, с изключение на югоизточната ѝ част. В миналото островите са били покрити с гъсти тропически гори, с голямо биоразнообразие. Днес от тези гори не е останало почти нищо. Според биолозите Антилските острови са изгубили около 55% от флората и фауната си, а около 80% от съществуващите днес видове са пред изчезване. На прага на изчезването са видове като соленодонът и кубинските крокодили. В миналото са се срещали крокодили, дълги до 7 метра, но заради избиването им те са изчезнали още в края на 19 век.

## История
Големите Антили са открити от Христофор Колумб през 1492 г. Първоначално и четирите острова са испански колонии, но по-късно Хаити става френска колония (1697 г.), а Ямайка английска (1655 г.) Местното индианско население е почти унищожено от заселилите се европейци и пренесените от тях болести. Малкото оцелели индианци са били асимилирани в състава на населението на Куба, Доминиканската република и Пуерто Рико. В Хаити и Ямайка коренните жители са били напълно избити. През 1804 г. Хаити извоюва своята независимост и става първата „черна република“ в света. Доминиканската република става независима през 1865 г., Куба – през 1898 г., а Ямайка – през 1970 г. През 1898 г. Пуерто Рико става владение на САЩ. В културен аспект Големите Антили са близки до Латинска Америка.